# Витамин Б12
Витамин Б12, назива се још „кобаламин“ и „цијанокобаламин“. По својој хемијској структури витамин Б12 је један од најсложенијих витамина. У кристалном облику добијен је 1948. године. Његова структура утврђена је десетак година касније, методом  рентгеноструктурне анализе. У то време, то је била најкомплекснија утврђена структура. Потпуна синтеза витамина Б12 извршена је 1972. године, a први су је остварили органски синтетичари Роберт Вудворд из САД и Алберт Ешенмозер из Швајцарске. 
Витамин Б12 не синтетишу ни биљке ни животиње. Витамин Б12 синтетизују само неке врсте бактерија. На пример, микрофлора преживара синтетизује витамин Б12 у неопходним количинама.

## Хемијска структура
Витамин Б12 је тетрапиролски кофактор у коме се у октаедарском окружењу налази кобалт координован за четири атома азота коринског прстена. На петом координационом месту се налази 5,6-диметилбензимидазолски нуклеотид, који је ковалентно везан за корински D прстен. Не шестом координационом месту (на структури приказаној у кутијици са десне стране, обележеним са R) се налази 5'-деоксиаденозин. У метилкобаламину то место заузима метил група, док је присуство цијанидног анјона на том месту је последица изоловања кобаламина.
Ову групу једињења карактерише и одсуство C-атома између A и D прстенова и sp3 хибридизацију свих спољних угљеникових атома, што указује на то да молекул поседује укупно девет хиралних центара. 
То је биолошки јако ретко, готово једино једињење, код кога је метал директно везан за угљеник.

## Синтеза кобаламина
Коензим Б12 се синтетише редукцијом витамина, преко оксидационих стања кобалта +2 и +1, који је богат електронима и зато је снажан нуклеофил. Он напада 5' угљеников атом на АТП-у, замењује трифосфат и формира кобалт-угљеник везу. Ова веза подлеже хомолитичком раскидању уз настајање радикала који учествују у реакцијама преноса водоника. Ове реакције илуструју значај постојања различитих оксидационих стања кобалта за деловање витамина Б12.

## Значај за човека
За човека су стога основни извори витамина Б12 производи животињског порекла јетра, бубрези, срце, мишићи, говедина и свињетина. У овим деловима организма се нагомилава витамин Б12 кога су произвеле бактерије. Добар извор витамина Б12 су риба и јаја. Овај витамин се веома брзо разграђује на светлости и због тога га је неопходно чувати на тамном месту. 
Витамин Б12 има значајних антитуморски ефекат и може бити извор енергије не само за тело човека, већ и за његов централни нервни систем. Одржава добро стање нервног система, побољшава концентрацију, памћење и равнотежу. 
Недостатак овог витамина узрокује успорен раст и пернициозну анемију.

### Дијагноза
Имајући у виду да нема теста који је златни стандард за недостатак витамина Б12, неколико лабораторијских тестова се изводи да се потврди дијагноза на коју се сумња. Вредност витамина Б12 у серуму је неприкладна због тога што се мења касно, а такођер је релативно несензитивна и неспецифична.
Метилмалонска киселина у мокраћи или у крвној плазми се сматра функционалним маркером витамина Б12 који се повећава када се исцрпе залихе витамина Б12. Ипак, повишени нивои метилмалонске киселине могу упућивати на често превиђени поремећај метаболизма, комбинирану малонску и метилмалонску ацидурију (CМАММА).
Најранији маркер недостатка витамина Б12 су ниски нивои холотранскобаламина (holoTC), који је комплекс витамина Б12 и његовог транспортног протеина.